# ダウンバースト

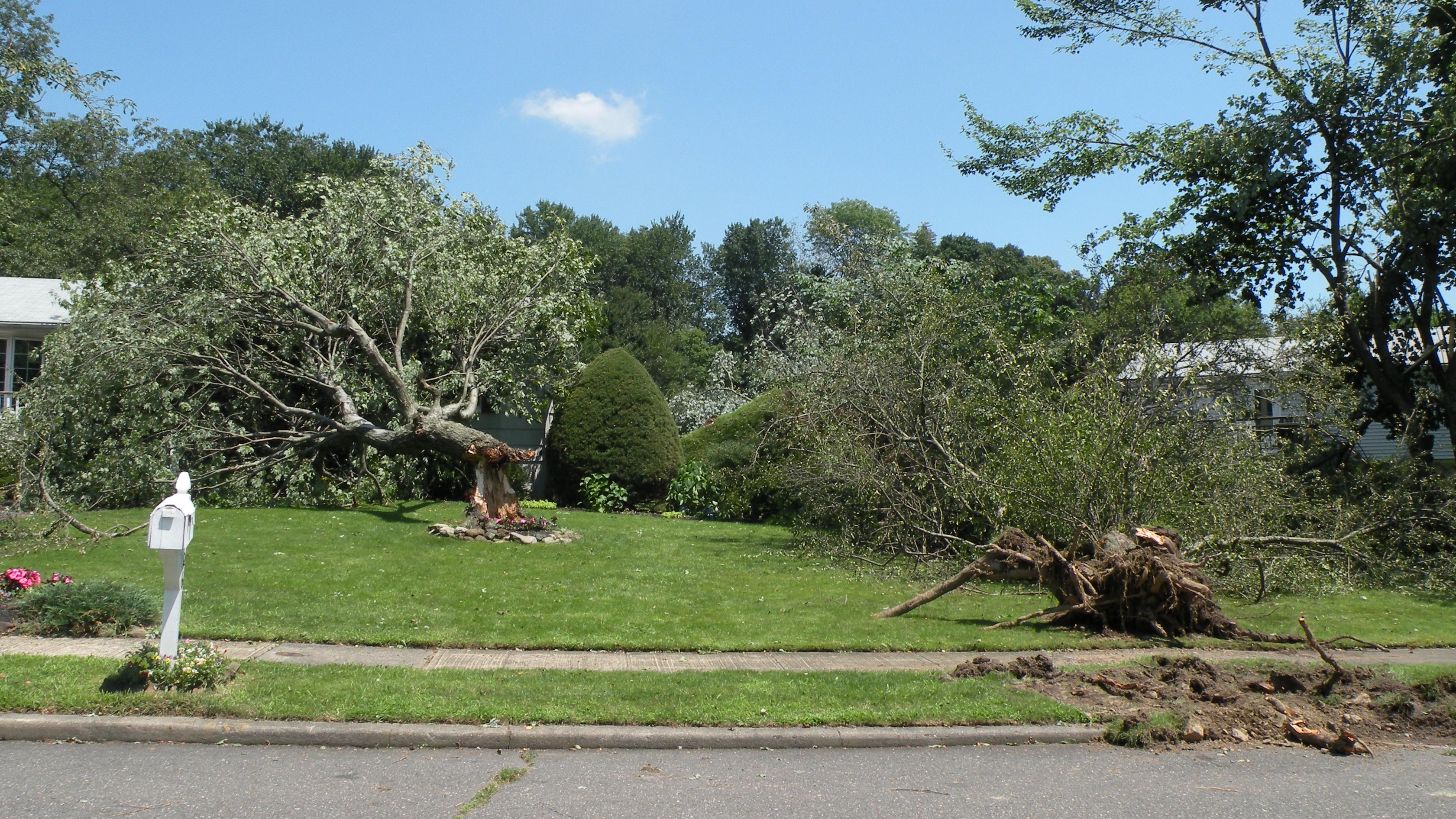
ダウンバーストで倒れた街路樹

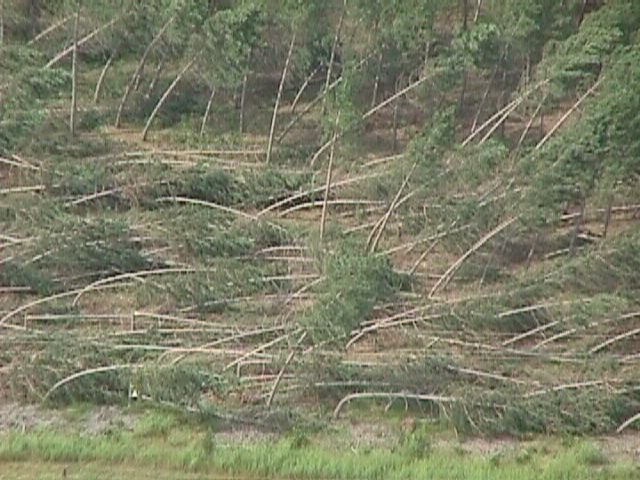
ダウンバーストによって同じ方向に揃って倒れた木々

ダウンバースト（英語: downburst）とは、ある種の下降気流であり、これが地面に衝突した際に四方に広がる風が災害を起こすほど強いものをいう。この突風は風速50mを超える場合がある。
気象学者の藤田哲也はシカゴ大学在籍時、1975年6月24日に発生したイースタン航空66便着陸失敗事故調査を行い、このときの下降流がそれまで考えられていた積乱雲の下降流と異なるため、downdraft outburstと呼び、このときよりdownburst（ダウンバースト）の呼称で呼ばれるようになったとされる。

## 現象
積雲や積乱雲は、通常強い上昇気流によって形成されるということが知られているが、減衰期に入ると降水粒子が周囲の空気に摩擦効果を働きかけることで下降気流が発生する。この下降気流のうち、地上に災害を起こすほど極端に強いものをダウンバーストという。ダウンバーストは様々な（往々にして深刻な）被害を及ぼすことが多く、特に航空機にとっては深刻で最も注目すべき気象現象である。なお、下降気流の風速は、通常のものでも「強い台風」あるいはF1の竜巻並みの瞬間風速30m/s程度が観測され、稀にこの倍以上の風速に達する。
ダウンバーストは地上付近に吹き降ろした後、地面にぶつかって水平方向に広がる。この広がりが約4km未満の局地的なダウンバーストはマイクロバースト、広がりが4km以上の広範囲のダウンバーストをマクロバーストと呼んでいる。普通、マクロバーストよりもマイクロバーストのほうが風速が速く、強い。
また、ドップラーレーダーの観測においては、レーダーに対して離れる方向と近づく方向の2方向の風速の差（水平流の風速差にあたる）が10m/s以上のものをダウンバーストとしている。ただし、風速差の範囲があまりに大きいものはレーダーでの判別が難しいため、主に風速差の範囲が4km未満のマイクロバーストを対象としている。
ダウンバーストの規模を表現する際には、単に観測された最大瞬間風速を用いるほかに、藤田スケールを用いることもある。

## 発生原因

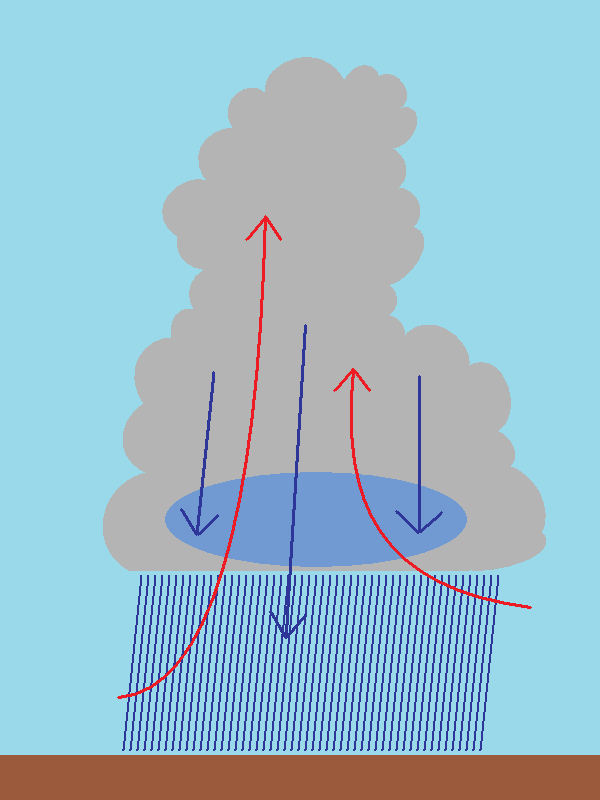
積乱雲の中で下降気流とメソハイ（青い部分）が発生
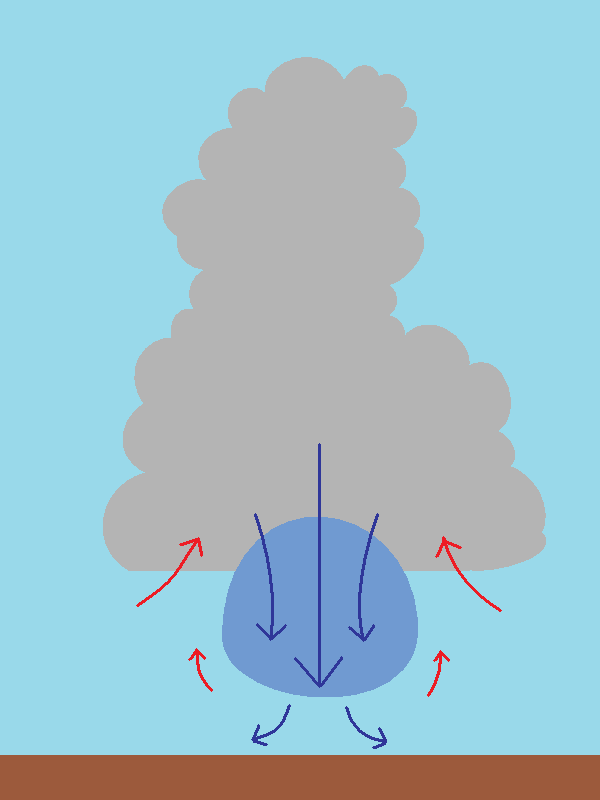
下降気流がメソハイの落下とともに急拡大する（ダウンドラフトの発生）
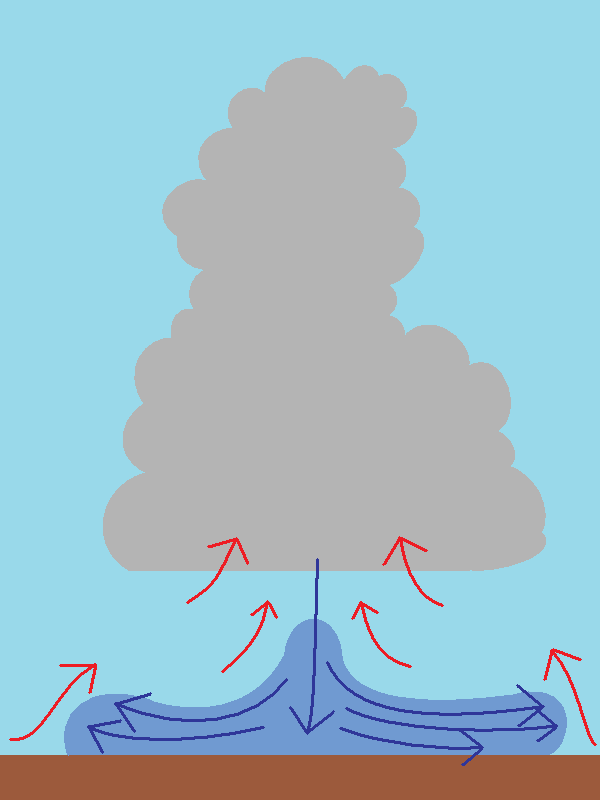
冷たい空気が地上に達し、水平に広がる。アウトバースト

発生原因としては、主に2つ挙げられる。一つは、積乱雲の中で、膨大な量の水滴が落下しているため、それにより空気が押されることによる。落下する水滴による直接の押し下げのみならず、摩擦のために水滴と共に動く水滴周辺の空気の落下もこれを補強する。
もう一つは、潜熱、顕熱によるものである。落下中の氷粒は融解し多量の融解熱を空気から奪う。また、乾燥した層を通過する際、急激に蒸発しようとし気化熱を奪う。また、温度の低い層から落下してくる氷粒や雨滴はそれ自身の温度が周囲の空気より低く、状態変化を伴わずに顕熱を奪う。このため、周辺の空気が冷却され密度が増し、下降気流が強化される。
ダウンバースト発生前には、先述した原因によって、積乱雲の雲底付近にメソスケールの小高気圧（メソハイ）ができる。ダウンバーストは、積乱雲発生時の上昇気流によって下支えされていたメソハイが、冷却による密度上昇と上昇気流の消散をきっかけに、地表に向かって一気に冷気を放出する現象と見ることもできる。海で発生した場合、「白い嵐」と呼ばれる。

## 影響
ダウンバーストの被害は日本でも多く報告されているが、特に被害が深刻なのはアメリカ合衆国である。米国の研究によるとダウンバーストは雷雨がある日には約60%から70%もの高い確率で起こるということが知られている。
また、上に述べたように、水滴が乾燥した層を通過する際、下降気流が強まるので、このことからも乾燥した大気の層の上に湿潤な大気の層があるときは、強いダウンバーストが起こりやすい。しかしこの場合は水滴が完全に蒸発してしまうので降水は弱いか、観測されない。
また、その逆に湿潤な層の上に乾燥した層がある場合、降水により空気が引きずられることで周囲の乾燥した空気を雲内に引き込み、その中で雨滴が激しく蒸発するために冷却され下降気流が発生する。これが強い降水や雹があるときに観測されるダウンバーストである。
前者を乾燥したダウンバースト（ドライ・ダウンバースト、dry downburst）、後者を湿ったダウンバースト（ウェット・ダウンバースト、wet downburst）という。乾燥したダウンバーストは米国の中西部の半乾燥地帯で多く、米国南部や日本では湿ったダウンバーストが多い。以上のことから、ダウンバーストが発生するには乾燥した層が大気中に存在することが必要条件といえるだろう。特に前者は農地にとってダストボウルまたはハブーブといった土壌流出の一因ともなる。
ほとんどのダウンバーストは、成長過程で温度を下げる仕組みが働くため、冷たい。しかし、ごく稀に暖かいダウンバーストが観測されることがある。ヒートバースト（heat burst）といって、激しい下降気流によって大気が圧縮されて暖かいダウンバーストになると考えられているが、詳しい仕組みは未解明の部分が多い。観測例は非常に少なく、夜間に発生することが多い。

### 航空機への影響

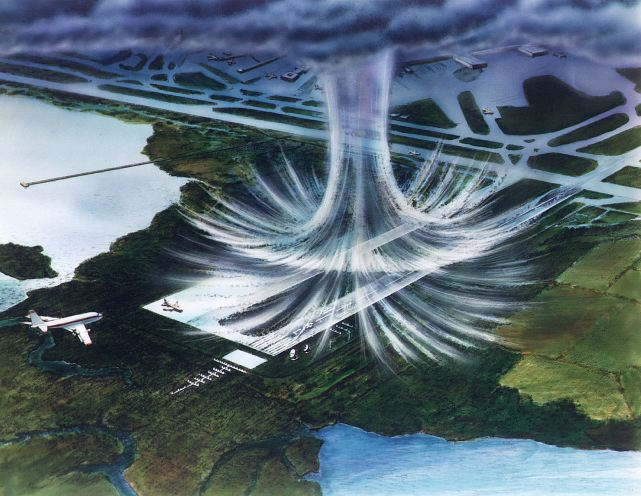
マイクロ・バースト

離着陸を行っている航空機にとって、このダウンバーストは墜落に直結する現象である。これは特に失速速度に近い速度で飛ぶ、機体姿勢の不安定な着陸時に強い下降流によって地面に機体が押されるためである。またダウンバーストと同時に起きる現象としてウインドシアがある。これはダウンバースト中心から下降流が地面に吹き付けるが、この下降流は地面に跳ね返されて乱気流となりダウンバースト中心から放射状に風向が変わる。つまり低高度で急激に風向が変わるのである。
例えば着陸進入時に滑走路手前でダウンバーストが発生していたとすると、最初は強い向かい風が吹くために機体が浮き上がる。これに対してエンジン出力を絞るなどしてパイロットは着陸進入を続けるが、ダウンバースト（マイクロバースト）中心付近を通過すると一挙に機体が地面に向かって押された後で、今度は機体に対して強烈な追い風が吹く。このためエンジン出力を増して対気速度を上げる必要に迫られるが、民間機用のジェットエンジンはレシプロエンジンと違いパイロットの操作から出力上昇まで数秒のタイムラグがある。従って着陸時は元々失速速度までの余裕が少ないために、あっという間に失速に陥ってしまい低高度のため回復させる余裕もなく墜落してしまうことがある。墜落に至らなくても、ほとんど墜落に近いかなりの衝撃を伴ったハードランディングとなる。
このような事故が1970年代から1980年代に特に民間航空機の就航本数の多いアメリカ合衆国で多発した。そのため、近年では空港に気象用ドップラー・レーダーを設置し、その発生を検知・予測し、墜落事故の防止を行う研究が進んでいる。また、航空機側でもウインドシアに対する対策は進められており、A320等ではウインドシアを感知した場合、警告を発すると共に自動的にゴーアラウンドに入って回避するプログラムが作動するようになっている。
アメリカ合衆国におけるダウンバーストが原因となった航空事故としては、
- イースタン航空66便着陸失敗事故（1975年6月24日）
- パンアメリカン航空759便墜落事故（1982年7月9日）
- デルタ航空191便墜落事故（1985年8月2日）
- USエアー1016便墜落事故（1994年7月2日）

などが挙げられる。
なお、日本でも旧日本エアシステム（JAS 現在はJALと合併）機が1993年に花巻空港でウインドシアを大きな要因とした着陸失敗事故（日本エアシステム451便着陸失敗事故）を起こしている。

## 関連書籍
- 加藤寛一郎 『墜落 第六巻 風と雨の罠』 講談社、2001年 ISBN 4-06-210606-X